# Stemmops forcipus
Stemmops forcipus är en spindelart som beskrevs av Zhu 1998. Stemmops forcipus ingår i släktet Stemmops och familjen klotspindlar. Inga underarter finns listade i Catalogue of Life.